# Lapaha (Distrikt)
Lapaha  ist einer der sieben Distrikte der Division Tongatapu im Königreich Tonga im Pazifik.

## Geographie
Der Distrikt ist der nordöstlichste Distrikt des Tongatapu-Atolls und erstreckt sich von der zentralen Lagune bis zur Piha Passage (Navutoka, Niutoua) im Norden. Auch die Inselchen ʻEua Iki und Fukave gehören zum Distrikt. Der Distrikt grenzt im Süden an den Distrikt Tatakamotonga, im Westen schließt sich am gegenüberliegenden Ufer der zentralen Lagune der Hauptstadtdistrikt Kolofoʻou an.

## Bevölkerung
Zum Distrikt gehören mehrere Siedlungen:
| Dorf      | Einwohner (2021) |
| --------- | ---------------- |
| Lapaha    | 1974             |
| Talasiu   | 369              |
| Hoi       | 431              |
| Nukuleka  | 332              |
| Makaunga  | 357              |
| Talafoʻou | 389              |
| Manuka    | 302              |
| Navutoka  | 681              |
| Kolonga   | 1206             |
| Afa       | 497              |
| Niutoua   | 710              |
| ʻEueiki   | 61               |